# 高大全

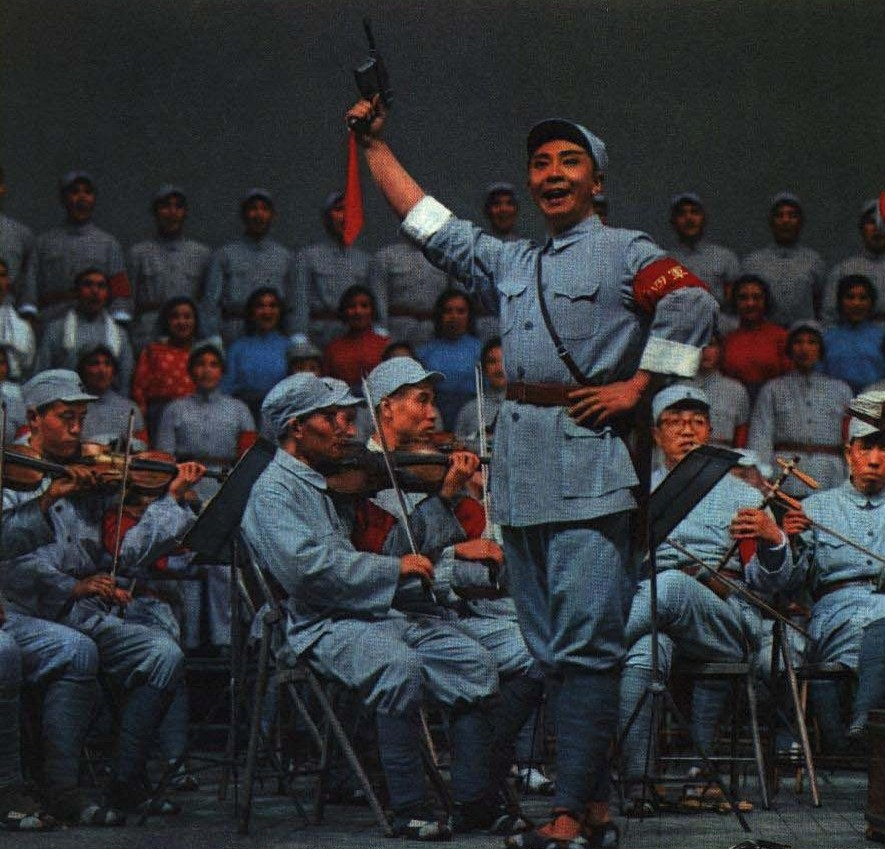
文革时期的样板戏之一《沙家浜》

高大全是中国大陆文革时期的一种文学艺术作品创作理论，常与“三突出”、“红光亮”共同使用，意为小说、绘画、电影与戏剧等文学艺术作品中的主人公需要形象高大而且完美无缺。

## 历史
高大全理论的产生与江青、姚文元以及时任文化部长于会泳有密切关系，后来成为文革时期的文艺指导原则之一；文革时期的许多文学作品以及样板戏都受这些思想的影响。
高大全理论源自以毛泽东为题的作品，该理论要求文学艺术作品中的主人公要是形象高大、没有缺点的完人；如电影《金光大道》中的主角“高大泉”（为“高大全”的谐音）就是一例。另外被认为体现此思想的作品有雕塑《农奴愤》、样板戏《沙家浜》以至油画《毛主席视察广东农村》等。
文革结束后，高大全理论受到批判，文学艺术作品也开始脱离高大全理论的影响；例如70年代后期出現「伤痕美术」现象，为对文革时代及社会现实的揭示及反思。
同时期台湾因处于戒严时期，部分战争题材的电影也存在与高大全相似的明显人为修造痕迹。

## 评论

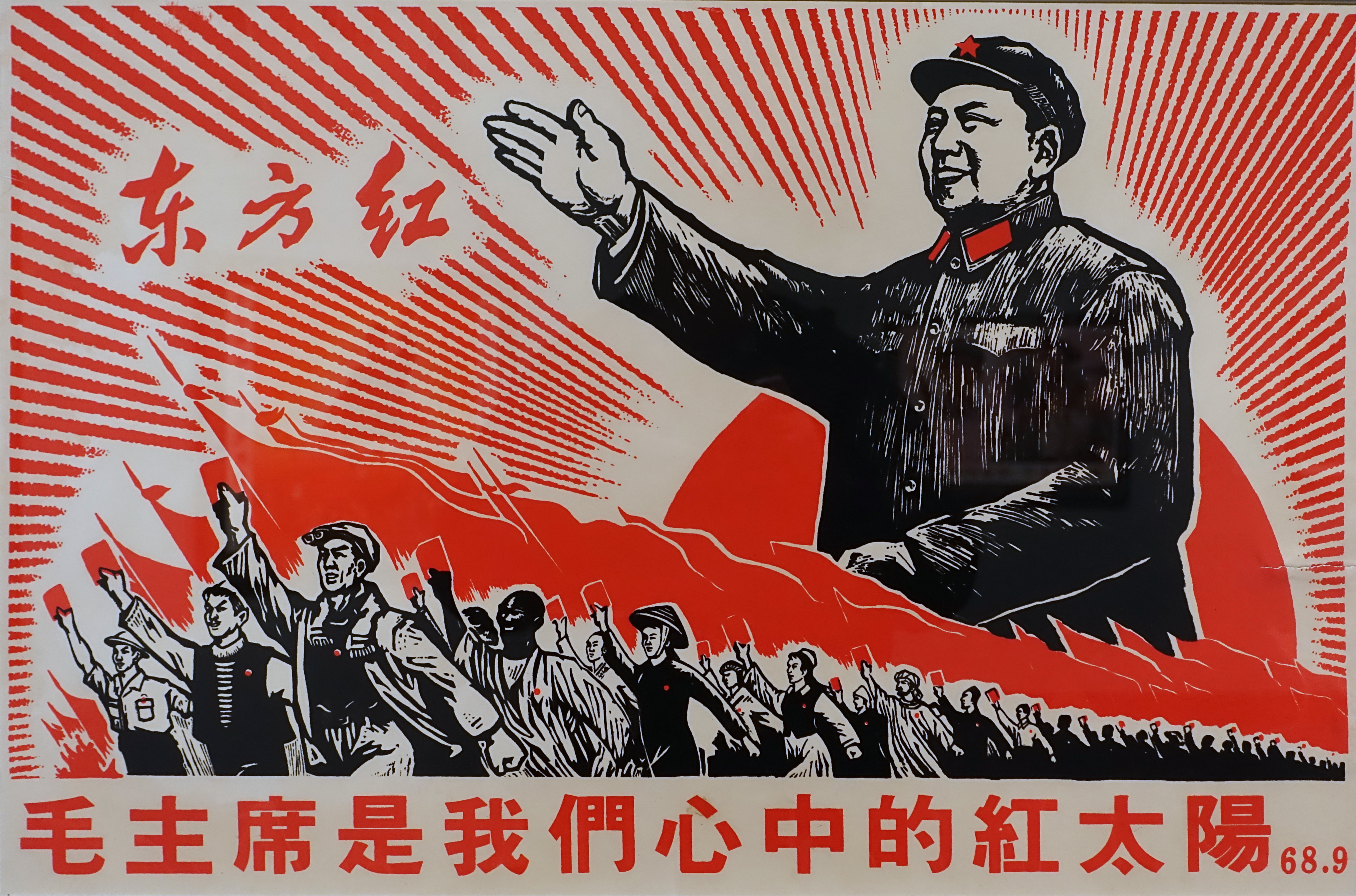
文革时期宣传画等美术作品也深受高大全、三突出、红光亮等理论的影响

段善策在《破曉將至：中國電影研究》中评论道，高大全、“近大亮”的主人公以及与高大全对应的反面人物“远小黑”，造成了人物描绘的扁平化、单一化。高建平指出，在文革时期的政治高压下，许多文学作品受高大全理论的影响，令刻画出的人物虚假、单薄。
另一方面，刘润为的评论认为文革后部分文艺作品为避免高大全的模式，出现了刻意“躲避崇高”，过度赞扬“游戏人间”的生活方式或夸大人性丑恶面的倾向。法律学者郝铁川曾流露出对高大全创作模式的怀念。